# Léa Nanni
Léa Nanni conosciuta anche con il nome di Lea Nichols (...) è un'attrice italiana.

## Filmografia
- Altissima pressione, regia di Enzo Trapani (1965)
- Occhio per occhio, dente per dente, regia di Miguel Iglesias (1967)
- Stasera mi butto, regia di Ettore Maria Fizzarotti (1967)
- Marinai in coperta, regia di Bruno Corbucci (1967)
- Prega Dio... e scavati la fossa!, regia di Edoardo Mulargia (1968)
- Sangue chiama sangue, regia di Luigi Capuano (1968)
- Quarta parete, regia di Adriano Bolzoni (1968)
- Zorro il dominatore (La última aventura del Zorro), regia di José Luis Merino (1969)
- Mademoiselle de Sade e i suoi vizi, regia di Warren Kiefer (1969)
- Puro siccome un angelo papà mi fece monaco... di Monza, regia di Giovanni Grimaldi (1969)
- Disperatamente l'estate scorsa, regia di Silvio Amadio (1970)
- La salamandra del deserto, regia di Riccardo Freda (1970)
- Una sposa per Mao, regia di Albino Principe (1971)
- Ricatto di un commissario di polizia a un giovane indiziato di reato, regia di Édouard Molinaro (1971)
- Zorro, la maschera della vendetta, regia di José Luis Merino (1971)
- Ore di terrore, regia di Guido Leoni (1971)
- Kreuzfahrt des Grauens, regia di Christos Kefalas (1971)
- Il lungo giorno della violenza, regia di Giuseppe Maria Scotese (1971)